# Profilschienenführung

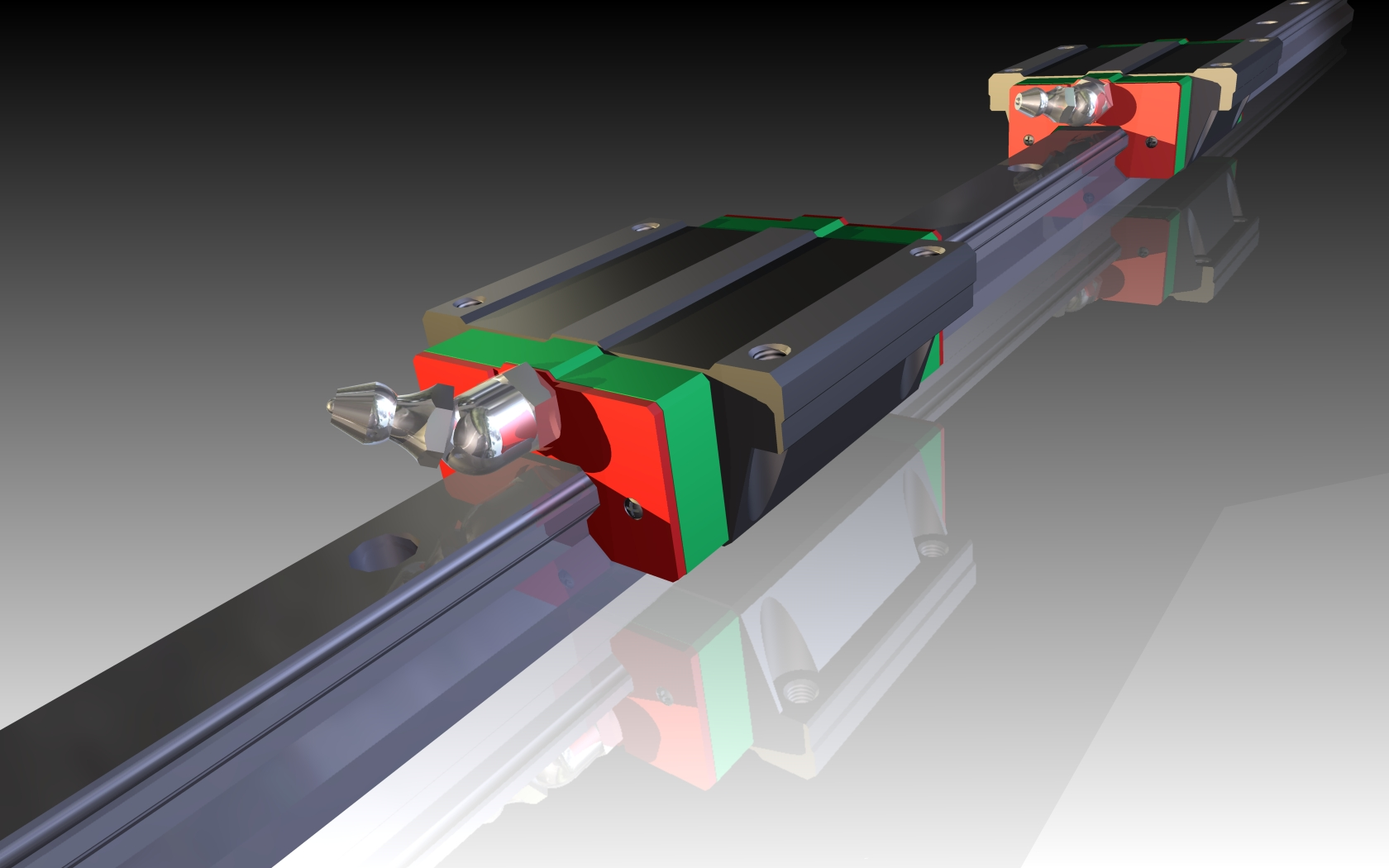
Profilschiene mit 2 Kugelumläufen

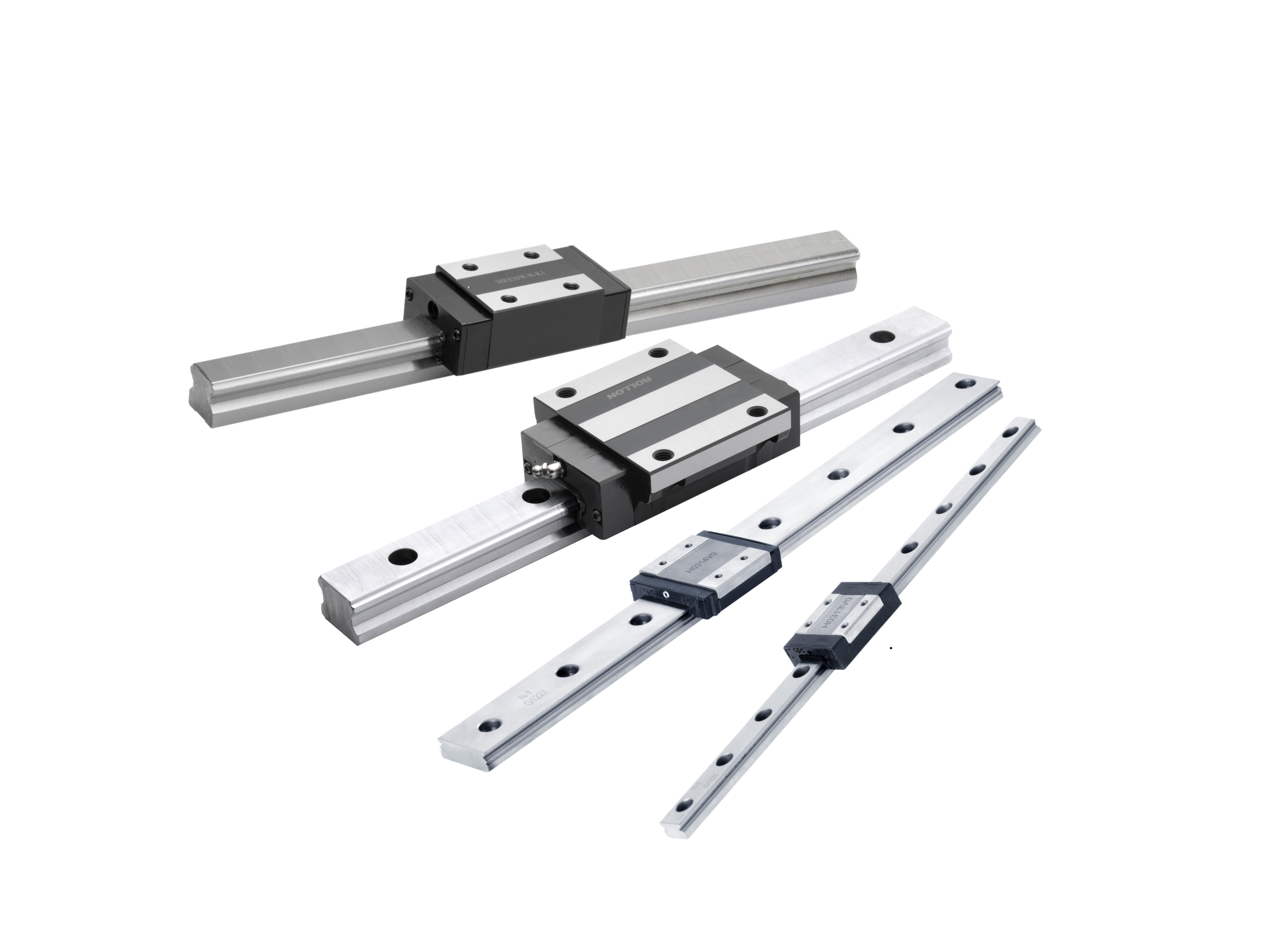
Verschiedene Profilschienenführungen

Eine Profilschienenführung ist eine Linearführung, die im Maschinenbau eingesetzt wird. Diese Schienenführungen verfügen im Allgemeinen über einen oder mehrere Führungswagen auf einer Führungsschiene, die eine oder mehrere Laufbahnen für Wälzkörper aufweist, die rechts und links der Schiene im Führungswagen umlaufen.
Profilschienenführungen sind eine Weiterentwicklung der Wellenführungen, bei denen ein entsprechender Kugelumlauf im Linearkugellager realisiert ist.
Profilschienenführungen sind im Allgemeinen Wälzführungen mit Kugeln oder Rollen als Wälzkörper. Eventuell wird zusätzlich ein Wälzkörperkäfig verwendet (manchmal auch Kugel- oder Rollenkette genannt), der den Kontakt zwischen den einzelnen Wälzkörpern verhindert. Dadurch reduziert er Verschleiß, Vibrationen und Geräuschentwicklung, aber u. U. auch die Tragzahl des Führungssystems, da sich auf Grund des Käfigs evtl. die Anzahl der die Last tragenden Wälzkörper verringert.
Eine weitere Art Profilschienenführung findet man bei der Elektrohängebahn und bei der Schienenförderanlage (Telelift System). Im Gegensatz zur präzisen Wälzführung ist bei diesen Förderanlagen die Schienenführung mit größeren Toleranzen zwischen der Führungsschiene und dem Führungswagen konstruiert, um Kurven- und Bogenfahrt zu ermöglichen. Die Fahrzeuge bei Elektrohängebahnen und Schienenförderanlagen sind mit einem eigenen Elektroantrieb ausgerüstet. Die Profilschienen für Schienenförderanlagen sind nicht genormt.

## Normen
In der Liste der DIN-Normen finden sich unter den Normen DIN 636 und DIN 644 Linear-Wälzlager, wozu nach DIN-Definition nicht nur die bereits erwähnten Linearkugellager, sondern auch
1. Profilschienen-Kugelführungen = Profilschienenführungen mit Kugeln als Wälzkörper sowie
2. Linearführungen ohne Wälzkörperumlauf = Käfigschienenführungen (kurz Käfigführungen) zählen.

DIN 645 definiert Einbau- und Anschlussmaße für Profilschienen-Wälzführungen = Profilschienenführungen mit Wälzkörperumlauf.